# اليمن في الألعاب الأولمبية الصيفية 1996
شارك اليمن في دورة الألعاب الأولمبية الصيفية لعام 1996 في أتلانتا بالولايات المتحدة.

## ألعاب القوى
أحداث المسار والطريق
| الرياضي       | الحدث          | تصفيات    | تصفيات    | نصف النهائي | نصف النهائي | النهائي  | النهائي  |
| الرياضي       | الحدث          | نتيجة     | ترتيب     | نتيجة       | ترتيب       | نتيجة    | ترتيب    |
| ------------- | -------------- | --------- | --------- | ----------- | ----------- | -------- | -------- |
| أنور محمد علي | 400 م رجال     | 50.81     | 7         | لم يتأهل    | لم يتأهل    | لم يتأهل | لم يتأهل |
| سعيد باسويدان | 800 م رجال     | 1:49.35   | 6         | لم يتأهل    | لم يتأهل    | لم يتأهل | لم يتأهل |
| محمد السعدي   | ماراثون الرجال | غير متوفر | غير متوفر | غير متوفر   | غير متوفر   | 2-40:41  | 101      |

## مصارعة
اليونانية الرومانية
| الرياضي          | الحدث  | الدور الأول                     | الدور الثاني                   | الدور الثالث  | الدور الرابع  | الدور الخامس  | النهائي       | النهائي |
| الرياضي          | الحدث  | الخصم النتيجة                   | الخصم النتيجة                  | الخصم النتيجة | الخصم النتيجة | الخصم النتيجة | الخصم النتيجة | الترتيب |
| ---------------- | ------ | ------------------------------- | ------------------------------ | ------------- | ------------- | ------------- | ------------- | ------- |
| عبد الله العزاني | -48 كغ | براتان تسينوف (بلغاريا)خسر 0-10 | طاهر زاهدوف (أذربيجان)خسر 0-11 | لم يتأهل      | لم يتأهل      | لم يتأهل      | لم يتأهل      | 19      |